# Am Dührener Brückle
Das Gebiet Am Dührener Brückle ist ein mit Verordnung vom 27. Januar 2003 durch die Körperschaftsforstdirektion Freiburg ausgewiesener Bannwald (Schutzgebiet-Nummer 100619) bei Sinsheim im Rhein-Neckar-Kreis in Baden-Württemberg.

## Lage
Der Bannwald liegt im Stadtwald Sinsheim südlich von Dühren. Er wird im Norden und Westen vom „Langen Plan“, im Süden vom „Angellocher Weg“ und im Osten von der Grenze zum Wald des Unterländer Evangelischer Kirchenfonds begrenzt. Er umfasst einen Teil der Abteilung 11 des Distriktes 1
„Großer Wald“.
Der Mauternbach entspringt im Schutzgebiet. Der Bannwald liegt vollständig im FFH-Gebiet Nördlicher Kraichgau. Im Nordosten grenzt der Bannwald an das Landschaftsschutzgebiet Unteres und Mittleres Elsenztal.

## Vegetation
Im Bannwald liegt die Waldgesellschaft Waldgersten-Buchenwald vor. Vorherrschende Bäume sind Rotbuche und Esche.
Im Unterbewuchs kommen die Differentialarten Wald-Bingelkraut, Frühlings-Platterbse, Gewöhnliche Haselwurz, Nesselblättrige Glockenblume und Echter Seidelbast vor.

## Schutzzweck
Der Schutzzweck des Bannwalds ist gemäß Schutzgebietsverordnung
- die unbeeinflusste Entwicklung eines naturnahen Buchenwaldes mit seinen Tier- und Pflanzenarten zu sichern sowie die wissenschaftliche Beobachtung der Entwicklung zu gewährleisten.
- dies beinhaltet den Schutz der Lebensräume und -gemeinschaften, die sich im Gebiet befinden, sich im Verlauf der eigendynamischen Entwicklung des Waldbestandes ändern oder entstehen.

## Betreuung
Wissenschaftlich betreut wird der Bannwald durch die Forstliche Versuchs- und Forschungsanstalt Baden-Württemberg (BVA).